# 徐玖平
徐玖平（1962年9月—），重庆人，汉族，九三学社社员。中华人民共和国政治人物、第十三届全国人民代表大会四川地区代表。
2018年2月24日，当选为第十三届全国人大代表。